# Miconia vitiflora
Miconia vitiflora är en tvåhjärtbladig växtart som beskrevs av James Francis Macbride. Miconia vitiflora ingår i släktet Miconia och familjen Melastomataceae. Inga underarter finns listade i Catalogue of Life.